# Vegyes alapú számrendszer
A vegyes alapú számrendszerek olyan, nem hagyományos helyi értékes számrendszerek, ahol a számrendszer alapszáma helyi értékről helyi értékre változik. Az ilyen számábrázolásnak például akkor lehet szerepe, ha egy mennyiséget mértékegységek olyan sorozataként fejezünk ki, ahol a sorozat minden tagja az előző valahányszorosa, de nem mindig ugyanannyiszorosa. Például az időmérésnél: egy 32 hét, 5 nap, 7 óra, 45 perc, 15 másodperc és 500 ms hosszúságú időtartam vegyes alapú számábrázolásban így is kifejezhető:
```
... 32, 5,  7, 45; 15,  500
...  ∞, 7, 24, 60; 60, 1000
```

vagy
32∞577244560,15605001000
A tabulált formátumban a számjegyek az alapszám fölé vannak írva, pontosvessző jelzi a tizedesvesszőt. A numerikus formátumban minden számjegy mellé jobb alsó indexben oda van írva a hozzá tartozó alapszám, a tizedesvessző a hagyományos módon van jelezve. Minden számjegy alapszáma azt a számot jelzi, amennyire szükség van adott mértékegységből, hogy kiadja a következő nagyobb mértékegységet. Emiatt nincs alapszáma az első (legértékesebb) számjegynek (∞-nel jelölve), mivel nincs következő legnagyobb egység (vegyük észre, hogy a hónap vagy az év nem lenne megfelelő nagyobb egységnek, mivel ezek nem egész számú többszörösei a hétnek).

## Példák
A legismerősebb példa a vegyes alapú számrendszerekre az időszámítás és a naptárak területén található. A nyugaton használt időszámítás tízes számrendszerbeli évszázadokkal, évtizedekkel és évekkel számol, tizenkettes számrendszerű hónapokkal, harmincas és harmincegyes számrendszerű napokkal, átlapolva ezt az 52-es alapú hetekkel és a hetes számrendszerbeli napokkal. Egy variáns 13-as alapszámú hónapokat, 4-es alapszámú heteket és 7-es alapszámú napokat tartalmaz. Az idő tovább bontható 24-es alapszámú órákra, 60-as alapszámú percekre és másodpercekre, majd decimális tört másodpercekre.
Egy vegyes alapú számrendszer megértését gyakran segíti a tabulált összegzés. A hét 604800 másodperce hétfő éjféltől kezdve így folytatódik:
| Alapszám:                | 7                                                                       | 2                                                                       | 12                                                                      | 60                                                                      | 60                                                                      |
| Egység:                  | nap                                                                     | fél nap                                                                 | óra                                                                     | perc                                                                    | másodperc                                                               |
| Helyi érték (másodperc): | 86400                                                                   | 43200                                                                   | 3600                                                                    | 60                                                                      | 1                                                                       |
| Számjegy átváltás …      |                                                                         |                                                                         |                                                                         |                                                                         |                                                                         |
| nap:                     | 0=hétfő, 1=kedd, 2=szerda, 3=csütörtök, 4=péntek, 5=szombat, 6=vasárnap | 0=hétfő, 1=kedd, 2=szerda, 3=csütörtök, 4=péntek, 5=szombat, 6=vasárnap | 0=hétfő, 1=kedd, 2=szerda, 3=csütörtök, 4=péntek, 5=szombat, 6=vasárnap | 0=hétfő, 1=kedd, 2=szerda, 3=csütörtök, 4=péntek, 5=szombat, 6=vasárnap | 0=hétfő, 1=kedd, 2=szerda, 3=csütörtök, 4=péntek, 5=szombat, 6=vasárnap |
| fél nap:                 | 0=de, 1=du                                                              | 0=de, 1=du                                                              | 0=de, 1=du                                                              | 0=de, 1=du                                                              | 0=de, 1=du                                                              |
| óra:                     | a 0 „12”-ként írandó                                                    | a 0 „12”-ként írandó                                                    | a 0 „12”-ként írandó                                                    | a 0 „12”-ként írandó                                                    | a 0 „12”-ként írandó                                                    |

Ebben a számrendszerben a vegyes alapú 371251251605760 úgy értelmezhető, mint 5:51:57 du csütörtök és 070201202602460 pedig hétfő 12:02:24 de lenne. A vegyes alapú számrendszereket gyakran ad hoc módon jelölik.
A maja naptár több, egymást átfedő, különböző alapszámú ciklusból áll. A rövidebb tzolkin 13-szor 20 napos hónapokkal operál. A haab 18-szor 20 napos hónapból állt, kiegészítve 5 nappal. A kettő kombinációja adja az 52 év hosszúságú nagy kört. Ráadásul a „hosszú számítás” során a 20-as szorzószámú katun, baktun stb. jelöli az akár 64 millió évnyi hosszúságú időtartamokat.
A vegyes alapú számrendszerekre másik elterjedt példa a pénz használatában van; különböző vert vagy nyomtatott címletek segítségével kell reprezentálni minden lehetséges pénzmennyiséget. Amikor eldöntik, hogy milyen címleteket nyomtassanak (tehát milyen alapszámokat keverjenek), általában két szempontot vesznek figyelembe: minél kevesebb különböző címletre legyen szükség, és minél kevesebb pénzérmével vagy bankjeggyel ki lehessen fizetni egy tipikus összeget. Például az Egyesült Királyságban £50, £20, £10 és £5-os bankjegyeket, illetve £2, £1, 50p, 20p, 10p, 5p, 2p és 1p-s érméket készítenek – ezek az előnyös számok 1–2–5-sorozatát követik.

## Kezelésük
A vegyes alapú számok manipulációját a manuális aritmetikai algoritmusok általánosított verzióival lehet elvégezni. Az APL és a J tartalmaz a vegyes alapú számrendszerbeli számok konvertálásához szükséges operátorokat.

## Faktoriális számrendszer
Egy másik vegyes alapú számrendszer az úgynevezett faktoriális számrendszer:
| Alapszám                        | 8    | 7   | 6   | 5  | 4  | 3  | 2  | 1  |
| Helyi érték                     | 7!   | 6!  | 5!  | 4! | 3! | 2! | 1! | 0! |
| Helyi érték decimálisan         | 5040 | 720 | 120 | 24 | 6  | 2  | 1  | 1  |
| Legnagyobb megengedett számjegy | 7    | 6   | 5   | 4  | 3  | 2  | 1  | 0  |

Például a legnagyobb, 6 számjeggyel kifejezhető érték az 543210, ami tízes számrendszerben 719: 5×5! + 4×4! + 3×3! + 2×2! + 1×1! Első ránézésre nem könnyen látható, de a faktoriális számrendszer egyértelmű és teljes. Minden számot pontosan egy módon lehet kifejezni, mivel a megfelelő faktoriálisok az indexükkel szorozva és összegezve mindig a következő faktoriális mínusz egyet adják ki:
{\displaystyle \sum _{i=0}^{n}(([i+1]+1)-1)\cdot ([i]+1)!=([n+1]+1)!-1}
Létezik egy természetes, kölcsönös megfeleltetés a 0, ..., n! − 1 egészek és n elem permutációinak száma között, ami az egészek faktoriális reprezentációját használja a Lehmer-kód alapján.
A fenti egyenlet egy speciális esete annak az általános szabálynak, ami minden számrendszer-alapszámra (legyen az fix vagy vegyes) vonatkozik, és kifejezi, hogy a számrendszerrel kifejezett számoknak egyértelműeknek és teljesnek kell lennie. Minden számot pontosan egy módon lehet kifejezni, mivel a megfelelő súlyok az indexszel szorozva a következő súly mínusz egyet adják:
{\displaystyle \sum _{i=0}^{n}(m_{i+1}-1)\cdot M_{i}=M_{n+1}-1}, ahol {\displaystyle M_{i}=\prod _{j=1}^{i}m_{j},m_{j}>1,M_{0}=1},
ami könnyen igazolható indukció segítségével.

## Prímoriális számrendszer
Egy másik felvetés az egymás után következő prímszámok alapszámként való használata, ahol a helyi értékek a prímoriális számok:
| Alapszám:    | 17       | 13       | 11      | 7       | 5       | 3       | 2       |
| Helyi érték: | (p6=13)# | (p5=11)# | (p4=7)# | (p3=5)# | (p2=3)# | (p1=2)# | (p0=1)# |
| Decimálisan: | 30030    | 2310     | 210     | 30      | 6       | 2       | 1       |

{\displaystyle \sum _{i=0}^{n}(p_{i+1}-1)\cdot p_{i}\#=p_{n+1}\#-1}, ahol {\displaystyle p_{i}\#=\prod _{j=1}^{i}p_{j}} és pj = j-edik prímszám, p0# = p0 = 1.

## Fordítás
- Ez a szócikk részben vagy egészben a Mixed radix című angol Wikipédia-szócikk ezen változatának fordításán alapul.  Az eredeti cikk szerkesztőit annak laptörténete sorolja fel. Ez a jelzés csupán a megfogalmazás eredetét és a szerzői jogokat jelzi, nem szolgál a cikkben szereplő információk forrásmegjelöléseként.